# Dicranota (Ludicia) clausa
Dicranota (Ludicia) clausa is een tweevleugelige uit de familie Pediciidae. De soort komt voor in het Palearctisch gebied.